# Carouge (província)
A províncias de Carouge é um território que pertencia ao Ducado de Saboia desde que Vítor Amadeu II de Saboia manda construir Carouge para fazer concorrência a Genebra. Ele tudo faz para desenvolve a cidade e declarada "Cidade Real" em 1786 povoa-se rapidamente, um facto que não é obra do azar mas sim do desejo de Vítor Amadeu de a fazer a rival de Genebra, pelo que entre outras coisas abule as portagens sobre as terras de Saboia para incitar as pessoas a fixarem-se na nova cidade e não atravessar o Arve para as pagar em Genebras.
Carouge é a "desculpa" porque o que interessa Vítor Amadeu é criar uma província e assim rodear Genebra e asfixiá-la 

## O fim em 1816
A província desaparece em 18 de Março com o Tratado de Turim (1816) concluído entre Vítor Emanuel I da Sardenha e a Confederação Helvética e pelo qual Genebra obtém todo o território o território necessário para justamente desencravar e reunir à sua periferia algumas antigas comunas saboiardas vindas da antiga província de Carouge. Em contrapartida a Suíça compromete-se a assegurar a neutralização do Norte da Saboia em caso de conflito.  

## Segunda tentativa
Uma nova província de Carouge aparece tendo como cidade principal Saint-Julien-en-Genevois - na altura só Saint-Julien - e as localidades de Annemasse, Reigner e mais tarde Seyssel .